# 航空母艦一覧
航空母艦一覧（こうくうぼかんいちらん）は、2024年までに建造された各国の航空母艦のリスト。水上機母艦など航空機を運用した艦船ではあるが航空母艦ではない艦種についてはここに記載していない。なお複数の国で就役している場合は建造国のリストに記載する。

## アメリカ
第二次世界大戦前まで
- ラングレー（戦没）
- レキシントン級2隻（1隻戦没、1隻退役）
- レンジャー（退役）
- ヨークタウン級3隻（2隻戦没、1隻退役）
- ワスプ（戦没）
- ロング・アイランド（退役）

第二次世界大戦中に建造
- エセックス級24隻（退役）
- インディペンデンス級9隻（1隻戦没、8隻退役）
- サイパン級2隻[注釈 1]（退役）
- チャージャー（退役）
- ボーグ級11隻（1隻戦没、10隻退役）
- サンガモン級4隻（退役）
- カサブランカ級50隻（5隻戦没、45隻退役）
- コメンスメント・ベイ級19隻（退役）
- ミッドウェイ級3隻[注釈 2]（退役）
- ウルヴェリン（退役） - 練習専用
- セーブル（退役） - 練習専用

第二次世界大戦後に建造
- ユナイテッド・ステーツ（建造中止）
- フォレスタル級4隻（退役）
- キティホーク級4隻（退役）
- エンタープライズ（退役）
- ニミッツ級10隻
- ジェラルド・R・フォード級1隻（2隻建造中、2隻計画中）

## イギリス
第二次世界大戦前まで
- フューリアス（退役）
- グローリアス級2隻（2隻とも戦没）
- アーガス（退役）
- ハーミーズ （初代）（戦没）
- イーグル （初代）（戦没）
- アーク・ロイヤル （初代）（戦没）
- イラストリアス級6隻（退役）
- コロッサス級10隻（退役）
- マジェスティック級5隻（退役）
- セントー級4隻（退役）
- オーディシャス級2隻（退役）
- ジブラルタル級（建造中止）

第二次世界大戦後に建造
- CVA-01級（建造中止）
- インヴィンシブル級3隻（退役）
- クイーン・エリザベス級2隻

## イタリア
第二次世界大戦中に改装・未完成
- アキラ
- スパルヴィエロ

第二次世界大戦後に建造・転用
- ジュゼッペ・ガリバルディ
- カヴール

## イラン
第二次世界大戦後に建造
- シャヒド・ルーダキ（英語版）
- マカラン
- シャヒド・マーダヴィ
- シャヒド・バゲリ

## インド
第二次世界大戦後に建造
- ヴィクラント （2代目）

## 旧ソビエト/ロシア
第二次世界大戦後に建造
- キエフ級4隻（退役）
- モスクワ級3隻（退役）
- アドミラル・クズネツォフ級（1隻売却・1隻現役）

## タイ
第二次世界大戦後に建造
- チャクリ・ナルエベト

## 中国
第二次世界大戦後に建造
- 山東
- 福建（艤装中）

## 日本

### 大日本帝国海軍
第二次世界大戦前まで
- 鳳翔（退役）
- 赤城（戦没）
- 加賀（戦没）
- 龍驤（戦没）
- 蒼龍（戦没）
- 飛龍（戦没）

第二次世界大戦中に建造
- 瑞鳳型2隻（2隻戦没）
- 翔鶴型2隻（2隻戦没）
- 飛鷹型2隻（1隻戦没、1隻退役）
- 海鷹（退役）
- 神鷹[注釈 3]（戦没）
- 雲龍型6隻（2隻戦没、1隻退役、3隻建造中止）
- 大鳳（戦没）
- 信濃（未成、回航中に戦没）
- 龍鳳（退役）
- 千歳型2隻（2隻戦没）
- 大鷹型3隻（3隻戦没）
- 伊吹（未成）

### 海上自衛隊
ヘリ空母や固定翼機を搭載できる軽空母を保有する構想は、海上自衛隊の前身である海上警備隊のころから何度も検討されてきた経緯がある。

2023年11月現在いずも型2隻についてステルス戦闘機であるF-35Bを必要に応じて搭載し運用できるように改修中である。2024年から運用を開始する予定
第二次世界大戦後に建造
- いずも型2隻

## フランス
第二次世界大戦前まで
- ベアルン（退役）
- ディクスミュード（退役）
- ジョッフル級2隻（未完成）

第二次世界大戦後に建造
- クレマンソー級2隻（退役）
- シャルル・ド・ゴール

## 複数の国で就役した空母
- ソ連のアドミラル・クズネツォフ級2番艦「ヴァリャーグ」は未完成のままソ連からウクライナに引き継がれ放置されていた。ウクライナから中国へ売却され、中国が「遼寧」として完成・就役させた。

- ロシアのキエフ級4番艦「バクー」はロシアで退役後インドが購入。改造され、ヴィクラマーディティヤとしてインドで運用中。

- フランスのクレマンソー級。2番艦「フォッシュ」はフランスで運用中の内にブラジルが購入。サン・パウロとしてブラジルが運用していた。（全艦退役）

- イギリスのセントー級4番艦「ハーミーズ （2代目）」はイギリスで退役後インドが購入。改造され、ヴィラートとしてインドが運用していた。（全艦退役）
- イギリスのナイラナ級1番艦「ナイラナ」はオランダに貸し出され、カレル・ドールマン（初代） として運用された。運用後はイギリスに返却された。（全艦退役）

- イギリスのコロッサス級。アルゼンチンにて「インデペンデンシア」、オランダにて「カレル・ドールマン（2代）」、ブラジルにて「ミナス・ジェライス」、フランスにて「アローマンシュ」として就役。オランダのものは更に「ベインティシンコ・デ・マヨ」としてアルゼンチンで就役した。（全艦退役）
- イギリスのマジェスティック級。オーストラリアにて「メルボルン」と「シドニー」、カナダにて「ボナヴェンチャー」と「マグニフィセント」、インドにて「ヴィクラント （初代）」として就役。本級はイギリスでは就役していない。（全艦退役）
- イギリスのイラストリアス級。アメリカにて「ロビン」として就役。その後返還。

- アメリカのインディペンデンス級。フランスにて「ボア・ベロー」と「ラファイエット」、スペインにて「デダロ」として就役。（全艦退役）